# Mercina, Caraș-Severin
Mercina, în germană transcris Mersina, este un sat în comuna Vărădia din județul Caraș-Severin, Banat, România.

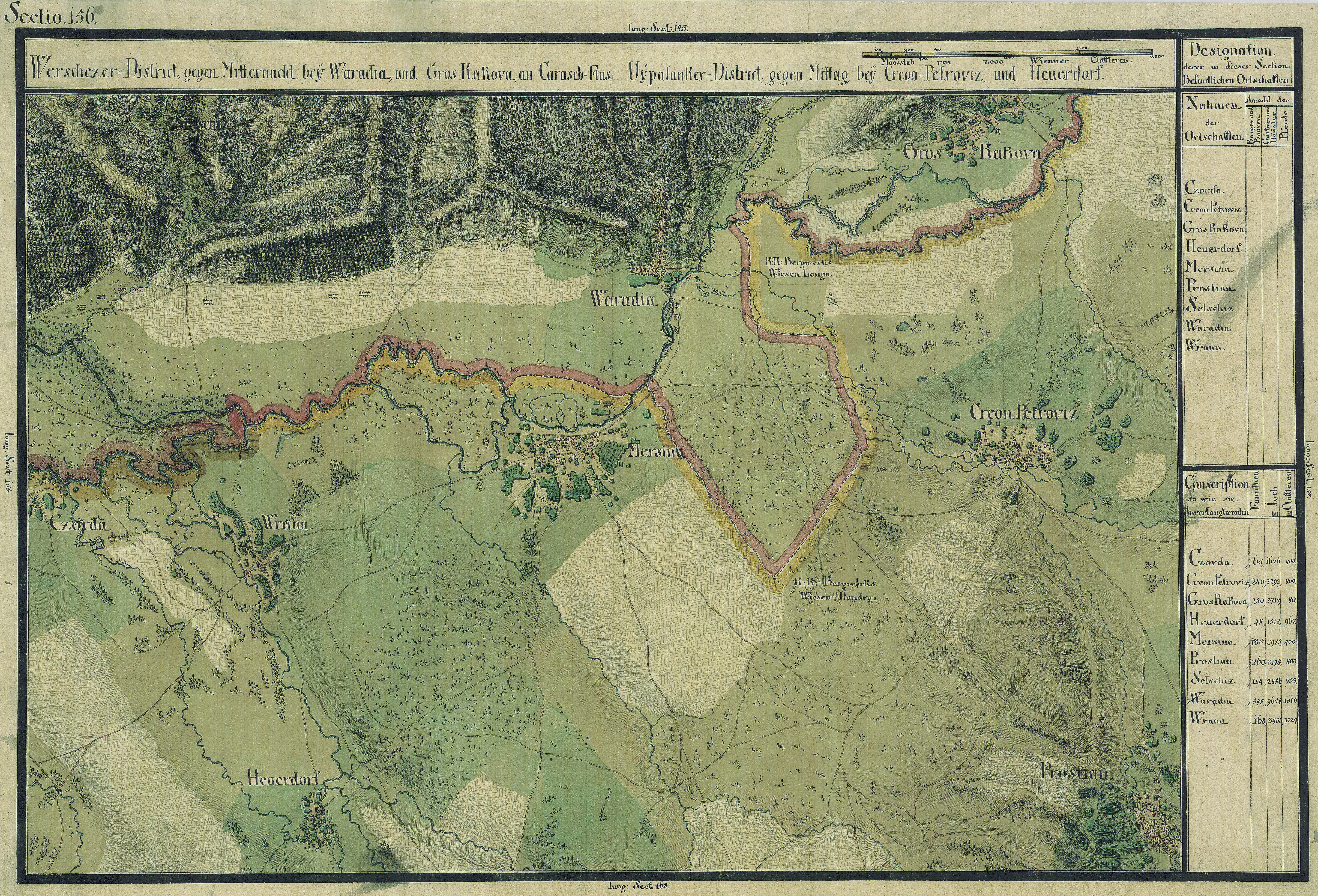
Mercina în Harta Iosefină a Banatului, 1769-72

Localitatea Mercina, a cărui nume apare în harta Banatului și Timacului, realizată din ordinul contelui Claude Florimond de Mercy, este cunoscută în România prin corul, fanfara și compozitorii locali  Nistor Miclea și Vidu Guga. Odată cu instalarea comunismului în Romania, Mercina a devenit un loc de referință al rezistenței anticomuniste, locuitorii acestei așezări intrând în conflict direct cu autoritățile regimului nelegitim instalat după 23 august 1944. Opunându-se colectivizării forțate și fiind membri ai partidelor istorice, locuitorii Mercinei au devenit în anii '50 ținta preferată a Securității, care a deportat în Bărăgan 39 de familii și a trimis în închisorile de la Jilava, Aiud, Miercurea Ciuc, Văcărești, Gherla etc. mai bine de două treimi din populația masculină a localității. Singura femeie din Mercina care a fost întemnițată de comuniști a fost Rozalia Manea, colegă de celulă la Văcărești cu Elisabeta Rizea. Locuitorii Mercinei au ridicat două monumente în centrul localității după 1989 pentru a onora memoria înaintașilor lor. Monumentele compozitorilor locali sunt flancate de un monument dedicat eroilor căzuți în rezistența anticomunistă, morți în deportări sau în închisorile comuniste.